# Francena McCorory
Francena McCorory, född den 20 oktober 1988 i Los Angeles, Kalifornien, är en amerikansk friidrottare inom kortdistanslöpning.
Hon ingick i USA:s lag som tog OS-guld på 4 x 400 meter stafett vid friidrottstävlingarna 2012 i London.